# Governo provvisorio albanese
Il Governo provvisorio albanese (in albanese Qeveria e Përkohshme e Shqipërisë) nacque il 4 dicembre 1912 come primo governo dell'Albania indipendente.

## Storia
La proclamazione dell'indipendenza albanese dal precedente dominio ottomano avvenne dopo gli eventi della cosiddetta "assemblea di Valona", indetta il 28 novembre 1912 tra le guide del movimento nazionalista albanese.
Ismail Qemali assunse la carica di primo ministro del governo provvisorio albanese, ma gli eventi della prima guerra balcanica fecero sì che la maggior parte del territorio rivendicato dal nascente Stato venisse occupato da Serbia-Montenegro e Grecia; il governo stesso, inoltre, non ottenne alcun tipo di riconoscimento internazionale.
Il governo provvisorio albanese cessò di esistere il 21 febbraio 1914, quando su mandato delle potenze europee sul suo territorio sorse il Principato di Albania.

## Governo
- Ismail Qemali - Primo Ministro e Ministro degli Affari Esteri
- Qemal Karaosmani - Sottosegretario
- Dom Nikollë Kaçorri/Prênk Bibë Doda - Vice Primo Ministro
- Myfit Libohova/Esat Toptani/Hasan Prishtina/Fejzi Alizoti - Ministro degli Interni
- Generale Mehmet Pashë Dërralla - Ministro della Guerra
- Abdi Toptani/Aziz Vrioni/Gjergj Çako - Ministro delle Finanze
- Dr. Petro Poga - Ministro della Giustizia
- Dr. Luigi Gurakuqi - Ministro dell'Educazione
- Mit'hat Frashëri/Pandeli Cale - Ministro dei Servizi Pubblici
- Pandeli Cale/Hasan Prishtina/Qemal Karaosmani - Ministro dell'Agricoltura
- Lef Nosi - Ministro delle Poste-Telegrafi